# Козленко Костянтин Григорович
Костянтин Григорович Козленко (нар. 22 серпня 1939) — український радянський діяч, сталевар Запорізького електрометалургійного заводу «Дніпроспецсталь» імені Кузьміна Запорізької області. Депутат Верховної Ради УРСР 10-го скликання.

## Біографія
З 1954 року — вальцювальник прокатного цеху Макіївського металургійного заводу імені Кірова Сталінської області.
1961 року переїхав до міста Запоріжжя та влаштувався на комбінат «Дніпроспецсталь» підручним сталевара. Працював сталеваром Запорізького електрометалургійного заводу «Дніпроспецсталь» імені Кузьміна, з 1963 року очолював бригаду сталеварів, якій 1976 року було присуджено приз імені М. Бойка. Один з ініціаторів виплавки щороку по 1000 т сталі понад план.
Член КПРС з 1965 року.
1978 року закінчив Запорізький індустріальний інститут.
Потім — на пенсії в місті Запоріжжі.

## Нагороди
- орден Леніна [джерело?]
- два ордени Трудового Червоного Прапора (1973,)
- заслужений металург Української РСР [джерело?]
- почесний металург СРСР [джерело?]